# Retford Gamston Airport
Retford Gamston Airport är en flygplats i Storbritannien.   Den ligger i grevskapet Nottinghamshire och riksdelen England, i den sydöstra delen av landet, 200 km norr om huvudstaden London. Retford Gamston Airport ligger 28 meter över havet.
Terrängen runt Retford Gamston Airport är platt. Runt Retford Gamston Airport är det ganska tätbefolkat, med 172 invånare per kvadratkilometer. Närmaste större samhälle är Retford, 4,8 km norr om Retford Gamston Airport. Trakten runt Retford Gamston Airport består till största delen av jordbruksmark.